# Julio Alberto Pérez Cuapio
Julio Alberto Pérez Cuapio (Estat de Tlaxcala, 30 de juliol de 1977) és un ciclista mexicà que fou professional entre 2000 i 2009. De la seva carrera destaca la seva actuació al Giro d'Itàlia amb la victòria de tres etapes i el primer lloc al Gran Premi de la muntanya de 2002.

## Palmarès
- 1999
  - 1r a la Gara Ciclistica Montappone
- 2000
  - Vencedor d'una etapa al Tour de Langkawi
  - Vencedor d'una prova del Trofeo dello Scalatore
- 2001
  - Vencedor d'una etapa al Giro d'Itàlia[1]
- 2002
  - Vencedor de 2 etapes al Giro d'Itàlia[2] i  1r del Gran Premi de la Muntanya
- 2003
  - 1r a la Setmana Ciclista Llombarda i vencedor d'una etapa
- 2004
  - Vencedor d'una etapa al Brixia Tour
- 2005
  - Vencedor d'una etapa al Giro del Trentino
- 2008
  - Vencedor d'una etapa a la Volta a Costa Rica

### Resultats al Giro d'Itàlia
- 2000. Abandona (8a etapa)
- 2001. 45è de la classificació general. Vencedor d'una etapa
- 2002. 19è de la classificació general. Vencedor de 2 etapes.  1r del Gran Premi de la Muntanya
- 2003. Abandona (18a etapa)
- 2004. 33è de la classificació general
- 2005. 95è de la classificació general
- 2006. 42è de la classificació general
- 2007. 40è de la classificació general
- 2008. 76è de la classificació general

### Resultats a la Volta a Espanya
- 2001. 80è de la classificació general